# Hobby Japan
HobbyJAPAN CO. là một tạp chí và nhà xuất bản Nhật Bản chuyên về các ấn phẩm phục vụ thị hiếu và sở thích, chủ yếu là trò chơi nhập vai, trò chơi chiến tranh và tabletop game, cũng như các action figure, đồ chơi và artbook nhượng quyền thương mại từ các anime, manga, light novel và visual novel/eroge nổi tiếng.

## Trò chơi nhập vai
- Dungeons & Dragons ấn bản 3, 3.5 và 4
- Warhammer Fantasy Roleplay ấn bản 2
- Ring Master I: The Shadow of Filias - Filias Nogisu no Anun (Sharp X68000, 1989)
- Ring Master II: Forget You Not, Evermore - Eien Naru Omoi (Sharp X68000, 1990)

## Game book
- Busou Shinki
- Queen's Blade
- Fighting Fantasy

## Anime
- Queen's Blade
- Hyakka Ryōran Samurai Girls